# Dorint Kurfürstendamm Berlin

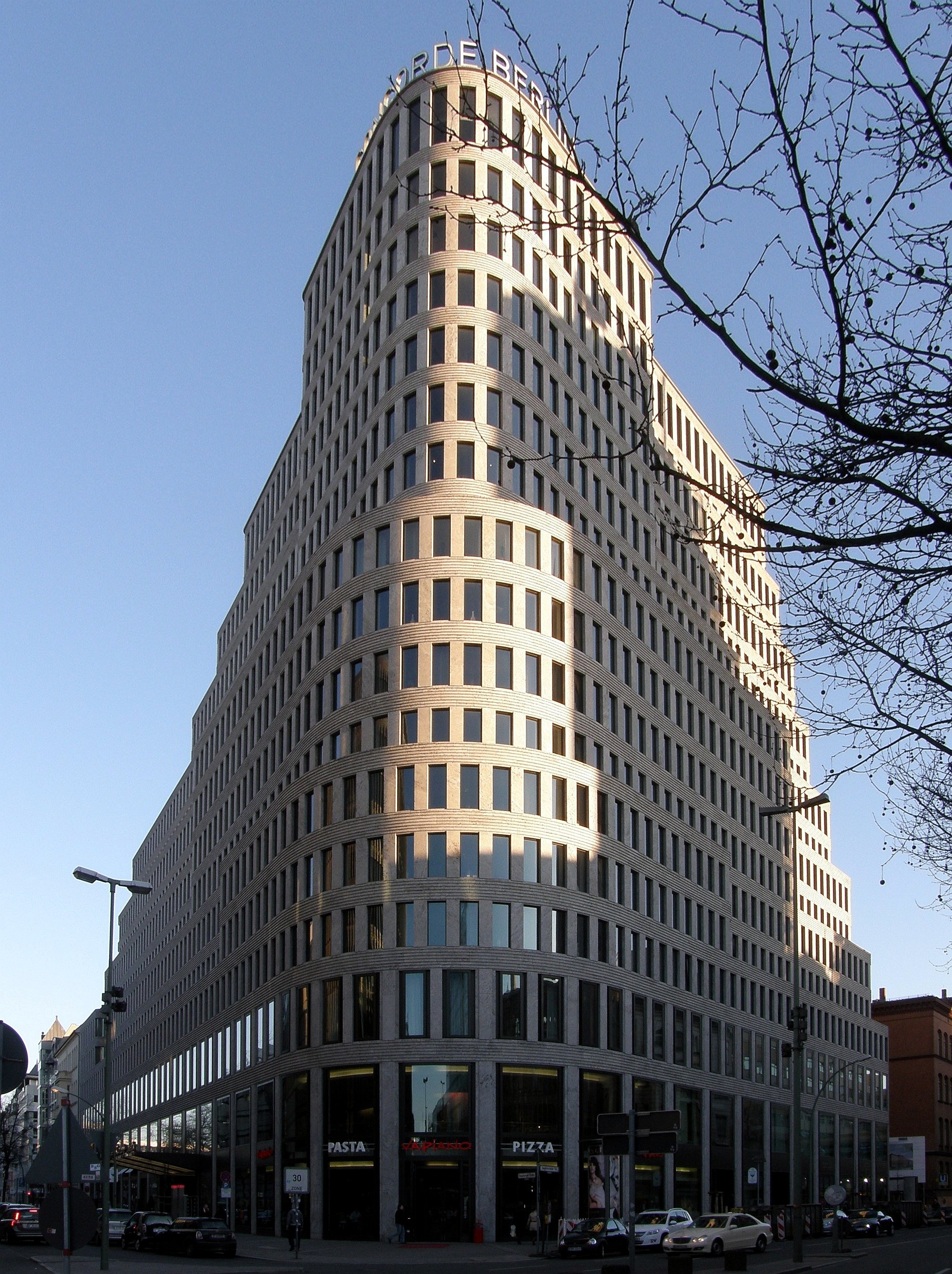
Das Dorint Kurfürstendamm Berlin an der Ecke Augsburger Straße (links) und Joachimstaler Straße (rechts)

Das Dorint Kurfürstendamm Berlin (ehemals: Hôtel Concorde Berlin und Sofitel Berlin Kurfürstendamm) ist ein Bauwerk der zeitgenössischen Architektur. Es befindet sich an der Ecke Augsburger Straße und Joachimsthaler Straße im Berliner Ortsteil Charlottenburg unweit des Boulevards Kurfürstendamm. Der Bau wurde nach Entwürfen des Architekten Jan Kleihues aus dem Büro Kleihues + Kleihues im Oktober 2005 fertiggestellt.

## Bauausführung
Der Neubau wurde nach dem Abriss einer Filiale der Bekleidungsfirma C&A von November 2002 bis Oktober 2005 errichtet. Die Planungen für das Gebäude begannen bereits 1999. Bauherr war die Grothe Immobilien Projektierungs KG. Mit einer Höhe von 60,9 Metern gehört das Gebäude zu den höchsten Bauwerken in der Berliner City West (siehe auch: Liste der Hochhäuser in Berlin). Die Bruttogeschossfläche beträgt 45.000 m², die Nutzfläche 29.098 m² und der Brutto-Rauminhalt 158.710 m³. Die gesamten Baukosten beliefen sich auf 67,5 Millionen Euro.
Die Fassade wurde durch die BIS IKF GmbH, einem Unternehmen der Bilfinger Berger Group, errichtet, die sich auf die Realisierung technisch hochwertiger Fassaden spezialisiert hat. Allein die Baukosten der Fassade betrugen 10,5 Millionen Euro.

## Architektur
Die Architektur des Gebäudes stellt eine Verbindung zwischen den direkt benachbarten historischen Gebäuden in Traufhöhe und den gegenüberliegenden Hochhäusern, dem Swisshôtel und dem denkmalgeschützten Allianz-Hochhaus, dar. Hierfür steigt die Fassade stufenweise aus der Augsburger und Joachimstaler Straße bis zur 17. Etage an dieser Straßenecke an. Die Gebäudespitze an den steil zusammenlaufenden Straßen ist rund ausgeführt, wobei auch die Fenster gebogen sind. Das Gebäude erhält hierdurch trotz der großen Baumasse eine gewisse Leichtigkeit und Dynamik. Die Natursteinfassade, die an die amerikanische und französische Architektur im Art-déco-Stil erinnert, besteht aus hellem Kirchheimer Muschelkalk. Dieser besitzt feine rötliche Äderungen und Einschlüsse, die je nach Lichtverhältnissen und Blickwinkel die Fassade grau bis rötlich erscheinen lassen. Neben den zahlreichen Höhensprüngen ist die Fassade durch horizontale Bänder gegliedert.
Für die Gestaltung des Hotels wurde Kleihues von der Zeitschrift Architectural Digest ausgezeichnet, die das Hotel zum Stil-Highlight Nr. 1 kürte. Der Architekt erhielt für das Gebäude 2006 eine Auszeichnung beim „Architekturpreis Berlin“. 2006 wurde der Bau in „Best Architects 07“ in der Kategorie „Sonstige Bauten“ präsentiert. Beim Deutschen Naturstein-Preis 2007 wurde das Gebäude mit einer „Lobenden Erwähnung“ gewürdigt.

## Hotel
Das Dorint Kurfürstendamm Berlin, seinerzeit noch Hôtel Concorde Berlin und später Sofitel Berlin Kurfürstendamm, wurde am 1. November 2005 als zwanzigstes 5-Sterne-Hotel der City West eröffnet.
Jan Kleihues, der Architekt des Bauwerks, entwarf auch die Innenarchitektur und die Möbel des Hotels. Diese hielt er in klaren Formen, warmen Farbtönen und eleganter Ausstattung. Ziel war es, die Innenausstattung durch die Schlichtheit zeitlos modern zu halten. Die von Kleihues hierfür verwendeten Materialien sind Nussbaum, geräucherte Eiche, Corian und Carrara-Marmor. Das Hotel besitzt 267 Zimmer und 44 Suiten sowie 16 Konferenzräume, darunter einen Ballsaal für bis zu 350 Personen.
In allen öffentlichen Bereichen, wie der Rezeption, der Lobby und den Restaurants sind Werke zeitgenössischer deutscher Künstler aus der Sammlung von Hans Grothe ausgestellt. In der Empfangshalle befinden sich Skulpturen von Dietrich Klinge und ein Gemälde von Junior Toscanelli. Kunstdrucke von Toscanelli schmücken auch Zimmer und Suiten. Die zweite Etage gestaltete die Künstlerin Katrin Kampmann, die hier mit Großleinwänden und intensiven Farben arbeitete.
Im Jahr 2009 wurde das Hotel mit dem „Grenander Award“ in der Kategorie Hotellerie ausgezeichnet. Bei der Vergabe der „Mendelssohn-Medaille“ im Jahr 2009 belegte das Hotel Concorde den zweiten Platz. Gewürdigt wurde der Einsatz des Hotels gegen Analphabetismus. Im Rahmen des „Travellers’ Choice Awards“ des Reiseportals TripAdvisor erreichte das Hotel Concorde in den vergangenen Jahren immer einen Spitzenplatz unter den deutschen Hotels (2010 Platz 2, 2011 Platz 3, 2012 Platz 14).